# Záviš z Falkenštejna
Záviš z Falkenštejna, psaný také Záviše, Zawissiuss nebo Zewis (1250? – 24. srpna 1290, Hluboká nad Vltavou) byl český šlechtic z jihočeského rozrodu Vítkovců – pánů z Krumlova, prvorozený nebo druhorozený syn Budivoje I. z Krumlova a jeho choti Perchty, dcery Kalhocha II. z Falkenštejna.
Pocházel z krumlovské větve vítkovského rodu a jeho přídomek je pravděpodobně odvozen od hradu Falkenstein na řece Ranna v Horních Rakousích. Někteří historikové (Palacký, Čechura) uvádějí, že se jedná o jiný hrad téhož jména v Bavorsku a Hans Waltenberger zmiňuje dolnorakouský Falkenstein.

## Pětilisté příbuzenstvo

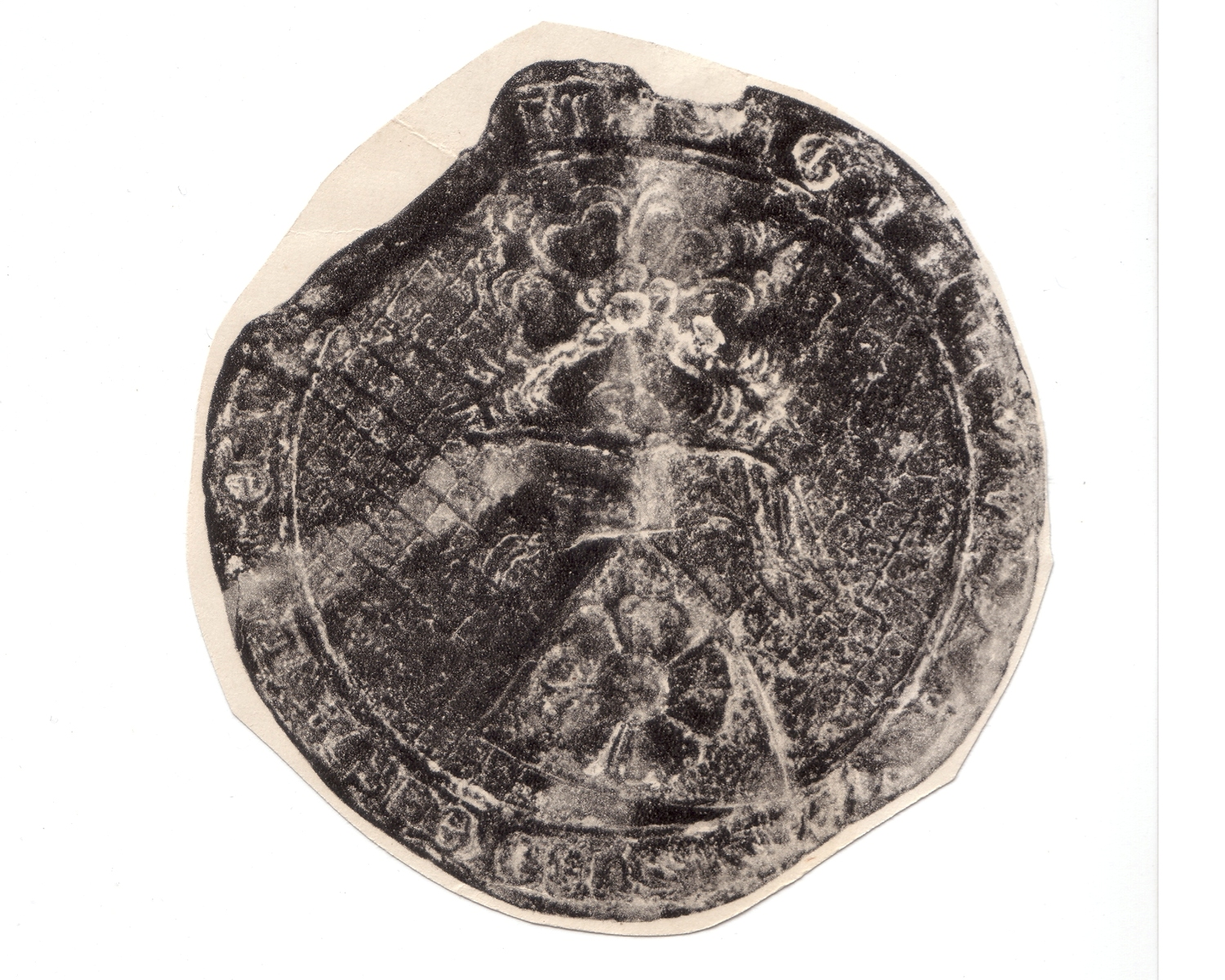
Falkenštejnova pečeť s pětilistou růží

Záviš z Falkenštejna patřil k rodu jihočeských Vítkovců. V erbu měl zelenou růži ve stříbrném poli pánů z Krumlova, z nichž pocházel jeho otec Budivoj, a na pečeti sokola (der Falken) na památku hradu Falkenštejn, který vlastnili příbuzní jeho matky. Záviš byl pravděpodobně dědicem hradu. Někteří historikové, počínaje Josefem Šustou se domnívají, že jeho děd byl úředníkem rodu Schonringů a Plankenbergů, a Záviš na tomto hradě pouze purkrabím. V listině krále Přemysla Otakara II. z roku 1274 se totiž uvádí jako svědek. Zabissius, castellanus in Valchenstayn. Listina se dochovala jen v opisu, mohlo tedy jít o omyl a Záviš být skutečným držitelem hradu.
Záviš se poprvé písemně připomíná jako dospívající, v nedatované listině krále Přemysla Otakara II., řazené k roku 1262, kdy byl s otcem a bratrem pověřen obranou hornorakouského kláštera Sankt Florian. 28. srpna roku 1272 byl jeho otec Budivoj ještě živ, protože se Závišem pečetil listinu bratří z Valdeka. Po Budivojově smrti Záviš převzal vedení krumlovské linie rodu, byl již nejspíše ženat. Jméno jeho manželky není známo a patrně brzy ovdověl, měl však z tohoto manželství dceru, rovněž neznámého jména, později provdanou za Hynka Krušinu z Lichtenburka. V 70. letech 13. století narůstalo napětí mezi Vítkovci a králem Přemyslem Otakarem II. Přispěla k němu králova zakladatelská činnost v jižních Čechách: roku 1263 založil klášter Sancta spinea Corona (Svatá trnová koruna), později přejmenovaný na Zlatou korunu, a roku 1265 královské město České Budějovice. Přemysl se tak snažil zpevnit spojnici z Čech do Rakouska a zabezpečit hranice proti Bavorsku, s jehož vévodou byl často ve válečném stavu. Město České Budějovice navíc zapadalo do sítě sídelních měst od Prahy přes Písek až po Kremži. Vítkovci to však považovali za zásah do území své svrchovanosti a při shromážděních celého rodu (jako například 19. března 1274 na Rožmberku) připravovali společný postup.
Vzájemná nevraživost vyvrcholila v listopadu 1276 ve společné vzpouře Vítkovců s rakouskou a štýrskou šlechtou, z české strany se jí zúčastnili také páni z Rýzmburka. Oba tyto české rody byly kulturně a společensky spjaty, zejména vlivem sňatků, se Svatou říší římskou. Vítkovci začali plenit Budějovice a Zlatou korunu, Boreš z Rýzmburka obsazovat královské hrady. Přestože Přemysl Otakar II. šlechtě promyšleně rušil práva a výsady, jednalo se z její strany o porušení principu poslušnosti. Přemysl Otakar II. byl v listopadu 1276 donucen uzavřít nevýhodný Vídeňský mír s římským králem Rudolfem Habsburským a vzdát se alpských zemí. V následujícím roce se v Čechách tvrdě vypořádal s domácím odbojem. Nejhůře dopadl Boreš z Rýzmburka. Podle některých pramenů byl za zradu popraven, podle jiných zemřel na útrapy věznění. Někteří Vítkovci (Záviš a jeho bratři, Ojíř z Lomnice) uprchli na své statky, které se nacházely na území ovládaném Rudolfem Habsburským, jehož dvůr patrně rovněž navštívili. Zatímco byl Záviš v Čechách v nepřítomnosti odsouzen ke ztrátě hrdla, pobýval v bezpečí svého hradu Falkensteinu a očekával další vývoj. Jiní Vítkovci, jako např. Jindřich I. z Rožmberka byli omilostněni, stál za nimi říšský rod Schaunbergů, z něhož pocházela Jindřichova matka.
V tragické bitvě na Moravském poli 26. srpna 1278 proti českému králi Vítkovci otevřeně nebojovali a Jindřich I. z Rožmberka se bitvy dokonce zúčastnil po Přemyslově boku. Záviš do událostí léta 1278 významně nezasáhl. Jeho nabídka pomoci českému králi noc před bitvou je s největší pravděpodobností pouhou smyšlenkou Dalimilovy kroniky.

## Králův rádce

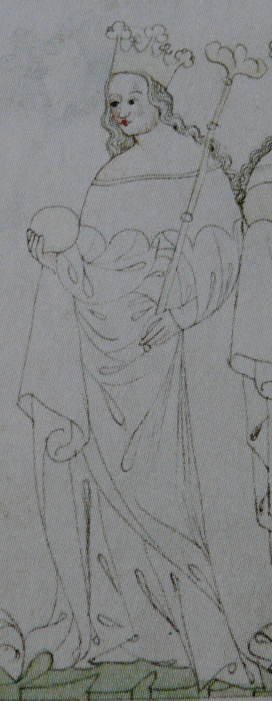
Královna Kunhuta

Po bitvě na Moravském poli se Záviš z Falkenštejna vrátil do Čech, záhy se však dostal do konfliktu s braniborskou správou a účastnil se odboje proti Otovi V. Je jisté, že roku 1279 vypálil královské město Budějovice, jež leželo uprostřed vítkovských držav a bylo tomuto rodu trnem v oku. V roce 1280 opustil Čechy a jako odpůrce Oty Braniborského se vydal ke dvoru královny Kunhuty, která od roku 1279 sídlila v Hradci nad Moravicí. Jejich pragmatické partnerství však brzy přerostlo v milostný poměr pětatřicetileté vdovy a jejího o několik let mladšího rytířského dvořana. Počátkem roku 1281 královna ustanovila Záviše v Hradci purkrabím. V létě 1281 byl z uherského zajetí propuštěn Mikuláš Opavský a již během prvních týdnů začal postupně obnovovat svou moc nad jednotlivými hrady a městy Opavska. Záviš s Kunhutou proto museli Opavsko opustit a patrně ve druhé polovině roku 1281 odešli na Moravu, kde našli útočiště na některém z vítkovských sídel. Zhruba v té době se jim narodil syn Jan, zvaný Ješek (není jisté, zda přišel na svět v Hradci nad Moravicí, nebo na jiném místě jejich společného pobytu).
| „                     | ...jeden šlechtic z Čech, jménem Záviš... po smrti krále Otakara navštívil královnu Kunhutu pobývající na Moravě a začal jí býti nad ostatní rytíře ne tak v službách ochotnější, jako v rozmluvách důvěrnější... Ale že mysl ženy tak snadno podléhá změnám, královna, jak říkají, ošálena od něho jakýmisi úskoky kouzelného umění, milujíc jej velmi prudce, brzy se snažila mu zalíbiti, odpustila mu ze srdce jeho provinění proti královi a ustanovila ho v denní družině svého dvora přednějším před ostatními... Záviš pozoruje, že nalezl v očích královniných milost, zatoužil po vyšších věcech a vzbudil v srdci královnině lásku k sobě, obelstiv ji nějakými černokněžnickými pokusy... | “ |
| — Zbraslavská kronika | |   |

Několik týdnů po návratu dvanáctiletého Václava II. z braniborského zajetí v květnu 1283 se královna Kunhuta k svému synovi z Moravy vrátila a vymohla si královu přízeň i pro svého milence Záviše a jejich syna Ješka. V souvislosti s královniným návratem došlo na dvoře i k pokojnému převratu, kdy významné úřady obsadili Závišovi příbuzní a přátelé Vítek z Krumlova, Ojíř z Lomnice, Hroznata z Úžic, ale i Hynek z Dubé, Lichtenburkové, Šternberkové a další. Opoziční šlechtická skupina se sice na jaře pokusila dobýt zpět ztracené pozice, ale bez úspěchu. Až tehdy se Záviš stal předním mezi Vítkovci, do té doby se mezi nimi téměř neprosadil. Pravděpodobně někdy v této době se Záviš z Falkenštejna oženil s královnou vdovou. Usiloval o získání Opavska na úkor Mikuláše Opavského a svou nezávislou mocí znepokojil římskoněmeckého krále Rudolfa, svého dřívějšího spojence. V lednu 1285 při slavném završení Václavova sňatku s Gutou v Chebu došlo také ke sblížení mezi Habsburky a Mikulášem Opavským, kterého Rudolf zjevně chápal jako protiváhu Záviše z Falkenštejna. Ještě v únoru toto sblížení stvrdil i sňatek Mikuláše s Rudolfovou vzdálenou příbuznou Adelheidou.
Naneštěstí pro Záviše královna v září 1285, brzy po jejich svatbě, zemřela pravděpodobně na tuberkulózu. Jejím skonem zpočátku nedošlo ve vztahu mezi Václavem a Závišem k žádné změně, otčímovo privilegované postavení nebylo nijak narušeno. Naopak v říjnu 1285 obdaroval král Záviše a jeho syna Ješka rozsáhlým územím ve východních Čechách. Brzy poté společně zahájili tažení na Moravu, kde se snažili obnovit královskou autoritu. Při této příležitosti bylo pobito několik stovek lapků sužujících různé části Moravy.

## Odpůrce Habsburků

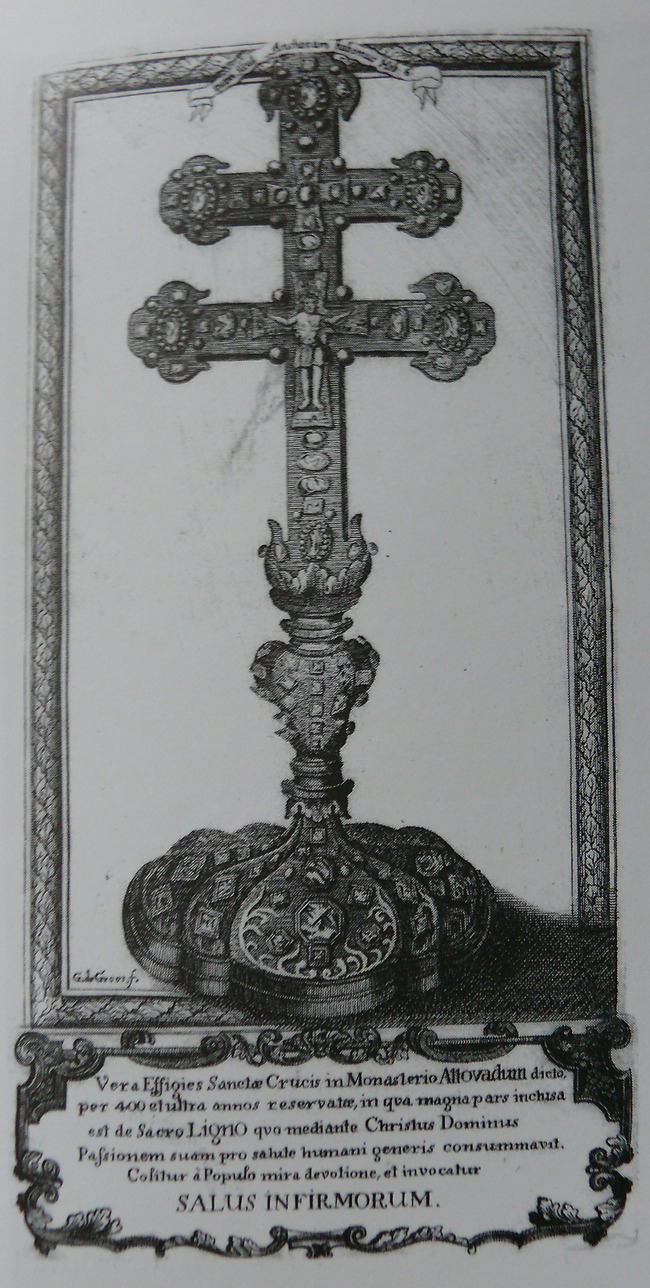
Závišův kříž na barokní rytině G. Groose

Změna situace nastala v roce 1287, kdy na přelomu června a července konečně dorazila do Čech Václavova manželka Guta Habsburská. S příchodem královny začal Záviš z Falkenštejna pomalu ztrácet svůj vliv u dvora. Aby situaci změnil, rozhodl se posílit se souhlasem krále svou pozici novým sňatkem se sestrou uherského krále Alžbětou. Na klesající Závišův vliv ukazuje přepadení jeho svatební výpravy do Uher Jindřichem z Lichtenburka koncem roku 1287. Záviš se musel zachránit útěkem do opatovického kláštera. S královou pomocí připravil novou výpravu a strávil v Uhrách čtyři měsíce, během kterých se nejen oženil s Alžbětou, ale navázal i blízký vztah s uherským králem Ladislavem. Šlechtická opozice soustředěná kolem královny Guty a biskupa Tobiáše z Bechyně, využila Závišovy několikaměsíční nepřítomnosti ke své aktivizaci. Královna se již od svého příchodu do Prahy úspěšně snažila vzbudit nedůvěru mezi králem a Závišem. Závišovi příbuzní a příznivci nedokázali novou situaci zvrátit a královým rádcům se podařilo Vítkovce pozvolna odstavit. Záviš byl o nastalé změně zřejmě informován, neboť se s novou manželkou usadil na svém hradě Svojanově.
| „                     | …král Václav se rozhodl, aby se postaral o mír sobě i celému království, uvrhnout Záviše do pout zajetí a předstíraje, že se nemůže bez jeho průvodu odebrati k chystané křestní hostině, poslal pro něho posly, aby přišel do Prahy doprovoditi ho… | “ |
| — Zbraslavská kronika | |   |

V lednu 1289 pozval Záviš krále Václava na křtiny svého novorozeného syna. Václav na oko souhlasil a požádal Záviše, aby jej přijel na křtiny pozvat osobně. Záviš byl při této příležitosti zajat a obviněn ze zrady a přípravy Václavovy vraždy. Roli při jeho obvinění zřejmě hrál i králův zájem o Falkenštejnův majetek, který mu ovšem po smrti Kunhuty sám daroval.

## Věznění a poprava

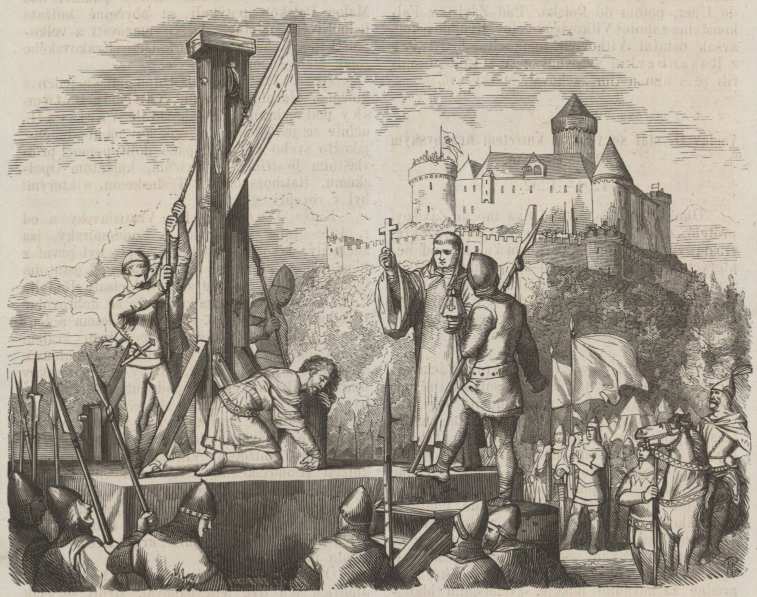
Poprava Falkenštejna před hradem Hluboká 24. srpna 1290 (historická dezinterpetace popravy prknem, Česko-moravská kronika, 1862)

Mezitím probíhala občanská válka s Vítkovci, kteří dokonce nabídli českou korunu vratislavskému knížeti Jindřichu IV. Probovi. O Velikonocích roku 1290 Václav spolu se svou manželkou navštívil v Erfurtu římského krále Rudolfa, který vyhověl Václavově prosbě o pomoc a poslal s ním zpátky do Čech nejen svého syna Rudolfa a bamberského biskupa Arnolda, ale i početné vojsko, které mělo pomoci při pacifikaci povstalých Vítkovců. Brzy po příchodu do Prahy sice Rudolf nečekaně zemřel, ale jeho bojovníci v Čechách zůstali. Potlačení povstání napomohly i okolnosti – v krátkém sledu zahynuli jak vratislavský vévoda Jindřich Probus, tak i uherský král Ladislav. Vítkovská vzpoura tak ztratila oporu v zahraničí.
| „ | Nevíme, kdo Záviše soudil a jaké vedeny žaloby proti němu; jen tolik jest známo, že mu poručeno vrátiti hrady a poklady královské, v jichž držení byl. On ale odpíral tomu stále, tvrdě, že to je zástava za 50 000 hřiven stříbra, které král Přemysl Otakar zapsal kdysi manželce své Kunhutě a tato pak je odkázala synu svému (Janovi). Jen když tato částka složena bude, sliboval splniti, co se žádalo. Proto byl odsouzen všech svých statků a co nějaký zločinec uvržen do Bílé věže nad branou hradu pražského, kde ho drželi asi půl druha léta, do roku 1290. | “ |

Záviš zůstal v zajetí do léta 1290, kdy byl postaven před soud a odsouzen. Na radu římského krále jej Václav využil k získání jihočeských hradů pod kontrolou Vítkovců. Mikuláš Opavský, který vojsko vyslané proti vzbouřeným Vítkovcům vedl, vždy pod pohrůžkou Závišovy popravy donutil hejtmany jednotlivých tvrzí, aby mu každou z nich vydali. Situace se vyhrotila ve chvíli, kdy Mikulášovo vojsko stanulo před hradem Hluboká hájeným Závišovým starším bratrem Vítkem z Krumlova. Vítek nehodlal ustoupit, mimo jiné i kvůli tomu, že držel jako rukojmí Čeňka z Kamenice, bratra biskupa Tobiáše. Královská strana ovšem taktéž nebyla ochotná k vyjednávání – pravděpodobně 4. července byl Záviš na louce na pravém břehu Vltavy pod hradem Hluboká popraven stětím. Záhy nato jej následoval i Čeněk z Kamenice, jehož život ukončil Vítek v odvetě za smrt svého bratra.
| „ | Záviš byl vyvlečen z kobky. Přemyslův levoboček Mikuláš, starý odpůrce, smýkal jím v strašném ponížení od hradu k hradu. Všude tam, kde se nějaký Vítkovec či Závišův přítel bránil, rozbil jednoho dne kat svůj stánek z hrubých koz a z potřísněných prken. Potom zatkne do země delší rameno jakési zvoničky a na rameno krátké upevní umíráček. Když zazní hluchý zvon, pozvedne kat sekeru a nějaká stvůra, zestárlá v potupě, se dává do řeči a houká: Vítkovci, zrádci, vydejte svůj hrad! Otevřte bránu, jinak padne Závišova hlava! V srpnu, dne dvacátého čtvrtého, dorazil kat před Hlubokou... | “ |

| „                     | ...podivným rozhodnutím Boží pomsty v době jednoho měsíce padl král uherský zabit mečem, vévoda vratislavský zahynul byv otráven a Záviš, který dal příležitost k tém špatnosti, byv sťat skončil bídnou smrtí své dny. | “ |
| — Zbraslavská kronika | |   |

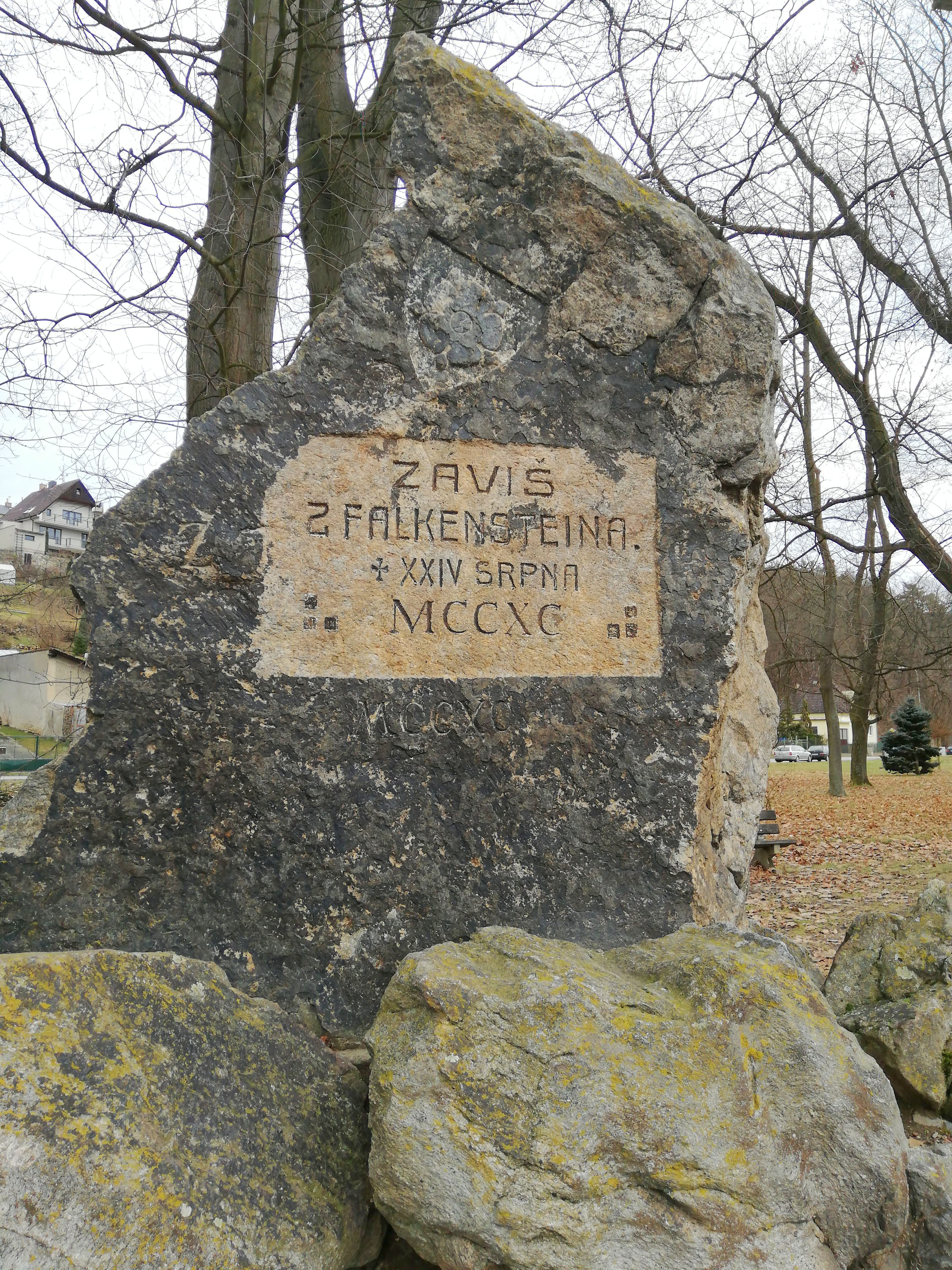
Pomník v Hluboké nad Vltavou na předpokládaném místě popravy Záviše z Falkenštejna

Pověst, že Záviš z Falkenštejna byl popraven prknem (jako první se o tom zmiňuje ve své kronice Přibík Pulkava z Radenína), vychází pravděpodobně ze slova „plkno“, což je popravčí meč se širokým ostřím bez hrotu (dle jiných zdrojů popravčí sekyra – flanderská sekera). Postupně se díky lidovému podání „plkno“ změnilo na prkno a odtud tedy pověst o popravě prknem. Verzi o popravčím prknu převzal i František Palacký v Dějinách národu českého v Čechách a v Moravě. Historik Josef Šusta se klonil k názoru, že poprava byla provedena obvyklým způsobem, tedy mečem, nicméně ani verzi o popravě přiostřeným prknem zcela nevylučoval.
Závišovo tělo bylo s královým svolením pohřbeno v rožmberském rodovém klášteře ve Vyšším Brodě. Podle Kroniky Rožmberské Záviš obdaroval klášter krátce před svou smrtí vzácným klenotem zvaným Vyšebrodský nebo Závišův kříž. Pravděpodobnější je však bezprostřední svědectví Zbraslavského kronikáře, že si Záviš přivlastnil nejen manželku, nýbrž i poklad a veškerou nádheru krále Otakara... Cisterciáci zajistili Závišův pohřeb a pochovali jej v kapitulní síni, kde byli pochováváni preláti. V roce 1290 věnovali Vítek a Vok z Krumlova vyšebrodskému klášteru „ku spasení duše Záviše z Falkenštejna tři vesnice“. Roku 1306 Závišova dcera z prvního manželství bez úspěchu uplatňovala nároky na pozůstalost svého otce.
Závišův pád ukázal na meze šlechtické ctižádosti.

## Ohlas v kultuře
Mezi díla inspirovaná osobností Záviše z Falkenštejna patří:
- tragédie Záviš z Falkenštejna Vítězslava Hálka z roku 1861 (dostupné online); naposledy ji inscenoval Jan Kačer ve Vinohradském divadle; v hlavních rolích Viktor Preiss jako Záviš a Daniela Kolářová v alternaci s Jiřinou Jiráskovou jako královna Kunhuta.[33]
- opera Čertova stěna Bedřicha Smetany
- opera Záviš z Falkenštejna Josefa Richarda Rozkošného z roku 1877
- román Zawis and Kunigunde Roberta H. Vickerse z roku 1895
- opera Královnin omyl Emila Němečka z roku 1918
- román Romance o Závišovi Jiřího Mařánka z roku 1940
- drama Falkenštejn Jaroslava Hilberta
- film Karla Steklého Hra o královnu z roku 1980
- film Záviš a Kunhuta z roku 1984
- románová trilogie Lev a růže Ludmily Vaňkové
- román Zuzany Koubkové Rytíř zelené růže z roku 2003